# Vicofertile
Vicofertile è una frazione del comune di Parma, appartenente al quartiere San Pancrazio.
La località è situata 6,31 km a sud-ovest del centro della città.

## Geografia fisica
Vicofertile sorge in posizione pianeggiante sulle rive del canale Naviglio, che scorre nel territorio compreso tra il fiume Taro e il torrente Baganza.

## Origini del nome
La località, detta Vicoferdulfo in epoca medievale, deriva probabilmente il suo nome dal latino Vicus Fertilis, ossia "luogo o terreno fertile"; secondo altri storici, il toponimo avrebbe origine da Vicus Ferdulfi, in riferimento al feudatario Ferdolfo, cui la località sarebbe appartenuta in antichità.

## Storia

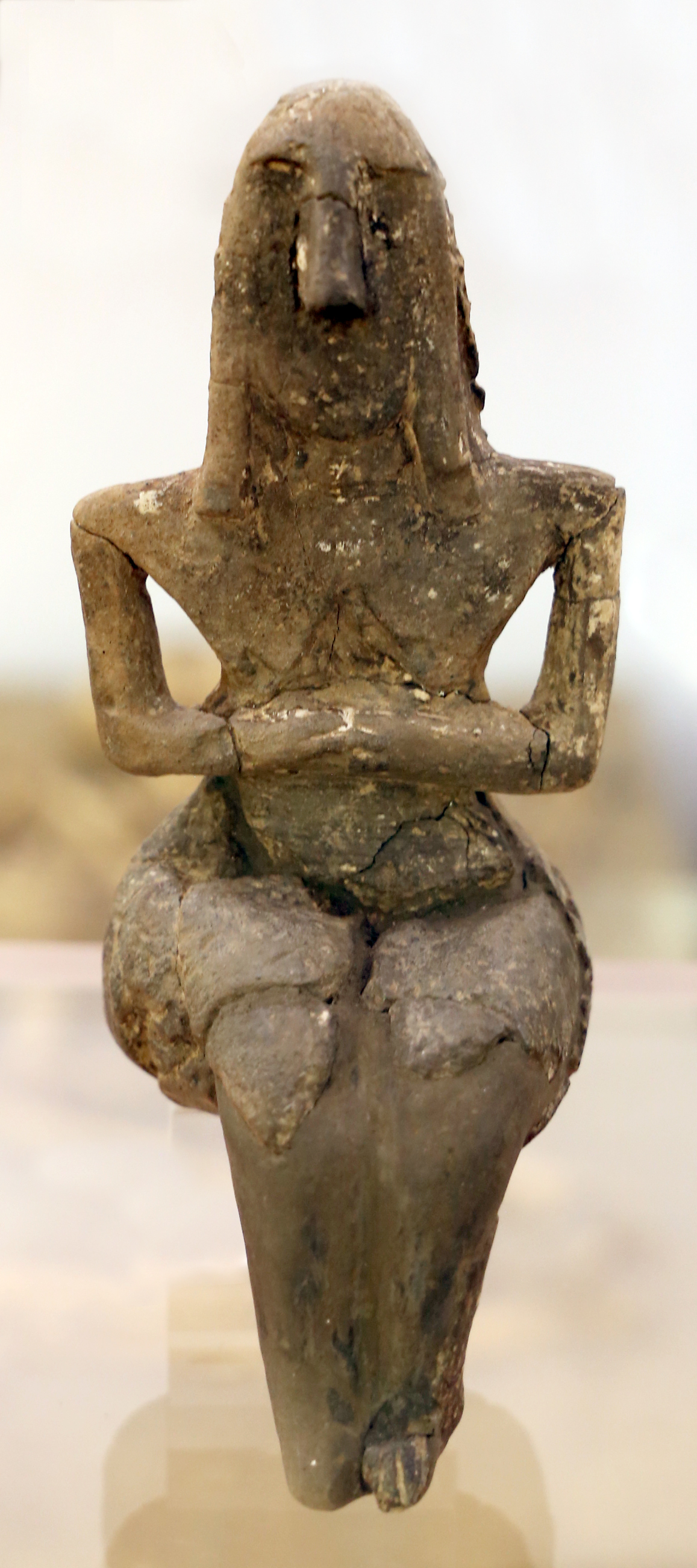
La statuetta neolitica di Vicofertile, conservata al Museo archeologico nazionale di Parma.

La zona di Vicofertile risultava abitata già nel Neolitico: risalgono alla metà del V millennio a.C. i resti di un piccolo villaggio e di una necropoli di 5 sepolture riferibili alla cultura dei vasi a bocca quadrata, rinvenuti durante alcuni scavi effettuati nei pressi del centro abitato; l'oggetto di maggior interesse riportato alla luce ed esposto nel Museo archeologico nazionale di Parma è una rarissima statuetta in ceramica di circa 20 cm di altezza, raffigurante una donna, probabilmente una dea in trono.
In piena età del bronzo, all'incirca nella seconda metà del XVI secolo a.C., si sviluppò a Vicofertile un insediamento terramaricolo, difeso a partire dalla seconda metà del secolo successivo con un terrapieno in ghiaia; tra la fine del XV e l'inizio del XIV secolo a.C. nei pressi del primo villaggio ne sorse un altro, che continuò a essere popolato fino al XII secolo a.C.; sopravvivono soltanto alcuni resti soprattutto del secondo abitato e di una necropoli, rinvenuti durante alcuni scavi nel 1993 e nel 2009, preceduti nel 1816 e nel 1819 dalla scoperta in località Marina di terriccio rosso, tipico delle terramare.
La zona fu successivamente popolata in epoca romana, come testimoniato dalle tracce della centuriazione del territorio e dal tracciato rettilineo della strada oggi nota come via Martiri della Liberazione.
Durante il Medioevo la zona risultava attraversata da nord a sud dalla via Francigena, percorsa dai pellegrini diretti a Roma dal Nord Europa; per questo intorno al IX secolo fu edificata all'incrocio tra le due strade la primitiva pieve. Risale infatti all'880 la più antica citazione del borgo di Vicofertile, in un diploma del re d'Italia Carlo il Grosso.
Vicoferdulfo fu menzionata con altre località nel 962 nell'atto, di dubbia autenticità, in cui l'imperatore del Sacro Romano Impero Ottone I di Sassonia riconobbe al vescovo di Parma Oberto l'autorità, oltre che sulla città, anche su 3 miglia di contado intorno a essa. Sette anni dopo, lo stesso imperatore, su istanza di Oberto, assegnò al nobile Ingone e alla sua famiglia i diritti su Vicofertile, Tortiano e Stadirano.
In seguito, il 6 settembre 1000 il borgo fu nominato, insieme ad altre località del Parmense, nell'atto di donazione da parte della contessa Ferlinda, figlia di Bertario, di numerosi terreni ai canonici del capitolo della Cattedrale di Parma; altre menzioni di Vicofertile in documenti notarili risalgono al 1028 e al 1115.
Agli inizi del XIV secolo una battaglia imprecisata coinvolse il centro abitato, come testimoniato da un'ordinanza emessa nel 1304 dal Comune di Parma riguardante la riedificazione del portico della pieve, distrutto durante gli scontri e fino ad allora utilizzato come riparo durante i giorni di mercato.
Il 13 maggio 1325 le truppe del signore di Milano Azzone Visconti, alleate dei Pallavicino, attaccarono il Parmense, saccheggiando numerosi borghi, tra cui Vicofertile; oltre alle abitazioni, anche la chiesa subì numerosi danni.
Per effetto dei decreti napoleonici, nel 1806 Vicofertile fu frazionata nei tre comuni (o mairie) di San Pancrazio Parmense, San Martino Sinzano e, in minima parte, Collecchio. Nel 1866 il comune di San Martino Sinzano fu sciolto e la sua quota di territorio di Vicofertile fu inglobata nel comune di San Pancrazio Parmense, a sua volta soppresso e assorbito da quello di Parma nel 1943.

## Monumenti e luoghi d'interesse

### Pieve di San Geminiano

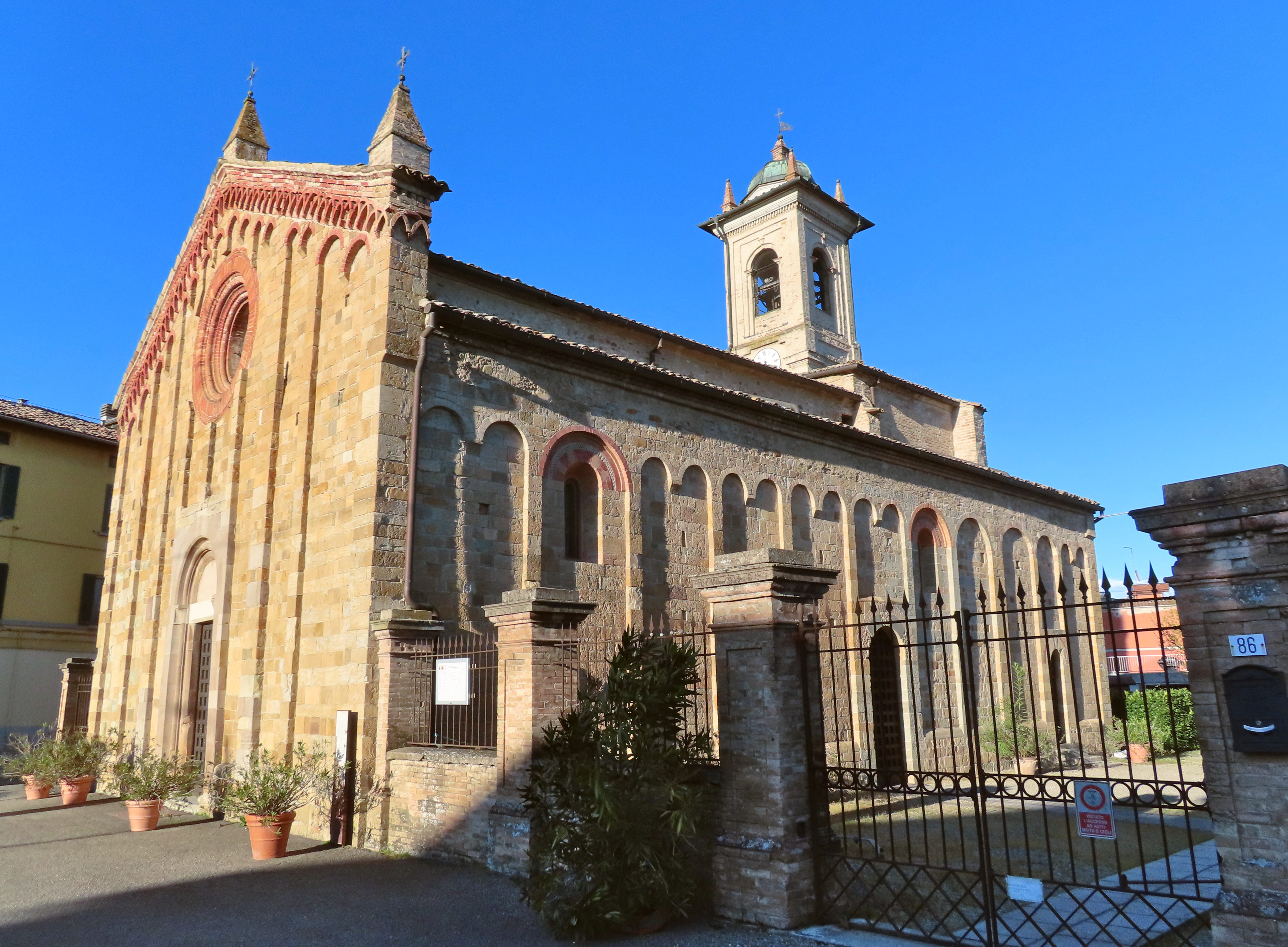
Pieve di San Geminiano

Edificata originariamente nel IX secolo, la pieve fu completamente ricostruita in stile romanico su un impianto a tre navate nel XIII; danneggiata nella prima metà del XIII secolo, fu successivamente risistemata e decorata nella facciata; profondamente modificata a partire dal 1680 in stile barocco, fu ristrutturata tra il 1909 e il 1927 riportando alla luce l'aspetto medievale, su progetto dell'architetto Lamberto Cusani, e restaurata nei primi anni 2000. La chiesa conserva ancora i capitelli scolpiti del XII-XIII secolo e il pregevole fonte battesimale medievale ornato con bassorilievi.

### Villa Medioli
Costruita per volere dei conti Linati, che nel 1732 edificarono l'adiacente oratorio del Crocifisso, la villa fu in seguito acquistata dai conti Castagnola; ristrutturata in stile neoclassico nella prima metà del XIX secolo probabilmente su commissione del conte Gregorio Ferdinando, fu venduta all'asta dopo la morte nel 1891 dell'ultimo erede della casata; passata di mano più volte, fu infine comprata nel 1931 da Enrico Medioli, che la trasmise ai suoi discendenti. La struttura, sviluppata su una pianta quadrata, sorge al centro di un isolotto artificiale di forma analoga, circondato da una peschiera; la villa si eleva su due livelli principali fuori terra, oltre al seminterrato e al sottotetto; la simmetrica facciata presenta nel mezzo l'ampio portale d'ingresso ad arco a tutto sesto, preceduto da una scalinata e sormontato dal balcone del primo piano; sulla sommità del tetto si erge un'altana, con grandi aperture a tutto sesto delimitate da coppie di lesene; all'interno l'androne passante è coperto da una volta a botte, ornata alle due estremità con due grandi conchiglie; le sale adiacenti e quelle del livello superiore sono decorate con antiche tappezzerie, mentre nel seminterrato è conservato un camino rinascimentale, di origine sconosciuta; nei pressi dell'edificio, ai lati del ponticello d'ingresso, sorgono l'antico oratorio settecentesco a pianta ovale, adibito a serra, e un fabbricato di servizio neoclassico, forse progettato dall'architetto Nicola Bettoli; l'ampio parco, esteso anche all'esterno della peschiera, è riccamente piantumato con alberi secolari; il viale rettilineo d'accesso, collocato in asse col portale della villa, è delimitato da alte siepi e da dodici colonne di ligustro.

### Villa corte Bocchi
Appartenuta dal XVIII secolo ai marchesi Bergonzi, che ne furono probabilmente i committenti, nel XIX secolo la villa fu acquisita da Claudio Long, che la fece ampliare e decorare in stile neoclassico; alienata tra il 1860 e il 1862 ad Alberto Bocchi, che fece edificare le due ali e vari fabbricati di servizio, fu profondamente danneggiata dai bombardamenti alleati della seconda guerra mondiale; successivamente restaurata e ricostruita nelle parti distrutte, fu infine venduta e frazionata in varie unità immobiliari. L'edificio, sviluppato su una pianta a U, si eleva su due piani principali fuori terra, oltre al sottotetto; la simmetrica facciata, affiancata dalle due ali in profondo aggetto, presenta nel mezzo l'ampio portale d'ingresso, sormontato dal balconcino del primo piano; all'interno sopravvivono l'antico scalone marmoreo e alcuni pavimenti in mosaico; ai lati del viale d'ingresso si allungano vari edifici, originariamente adibiti a scuderie, serre, depositi e residenze di servizio; sul retro e ai fianchi della villa si estende l'ampio parco, riccamente piantumato con alberi d'alto fusto, con un viale centrale affiancato da due filari di pioppi.

### Villa corte Panizzi
Costruita ai primi del XIX secolo dalla famiglia Bonadei, la villa passò in seguito alla famiglia Ravà-Razzetti, che la fece ampliare e decorare; originariamente posta al centro di una vasta tenuta agricola frazionata a partire dal 1906, fu alienata nel 1948 alla famiglia Cortesi, che alcuni anni dopo la rivendette a Efrem Panizzi. L'edificio, sviluppato su una pianta rettangolare, si eleva su due livelli principali fuori terra, oltre al sottotetto; la facciata nord, eretta a ridosso del canale Naviglio, presenta un porticato a tre arcate a tutto sesto, sormontato nel mezzo dal balconcino del primo piano; all'interno l'androne a forma di croce, accessibile da ciascuno dei quattro prospetti, è sormontato da una volta a crociera ornata con affreschi ottocenteschi raffiguranti le allegorie dei quattro continenti ed è decorato sulle pareti con pannelli rappresentanti alcuni paesaggi; in adiacenza sorgono la torre d'ingresso neogotica coronata da merli ghibellini, posta a cavalcioni del canale, e l'antico oratorio a pianta ottagonale, sormontato da una lanterna, oltre a vari fabbricati agricoli.

## Infrastrutture e trasporti
Vicofertile sorge all'incrocio tra le rettilinee via Martiri della Liberazione, ricalcante il tracciato di un'antica strada romana proveniente da Parma, e via Roma, corrispondente alla medievale via Francigena.
A servizio del paese è inoltre in funzione la stazione di Vicofertile, posta lungo la ferrovia Pontremolese.